# Актор (суспільні науки)
А́ктор (лат. actor — той, хто діє) — діючий суб'єкт (індивідуальний чи колективний); індивід, соціальна група, організація, інститут, спільність людей, які вчиняють дії, спрямовані на інших. Наприклад, держава є головним політичним актором на полі політики і провідним соціальним актором у суспільстві.
Поняття актора також важливе для акторно-мережевої теорії, в якій воно може описувати як людських, так і нелюдських акторів. Це необхідно, оскільки принцип узагальненої симетрії вимагає, щоб усі сутності були описані в однакових термінах перед розглядом мережі, а будь-які відмінності між ними виникають у мережі зв'язків і не існують до того, як мережа буде застосована.